# Oszri Kohen
Oszri Kohen (hebr. אושרי כהן;, ang. Oshri Cohen, ur. 11 stycznia 1984) – izraelski aktor.

## Życiorys
Debiutował jako dziecko w Teatrze Beit Lessin. Wystąpił w czterech izraelskich operach mydlanych: Merhaw Jarkon (ang. Yarkon Zone jako Yoni Sabag) Halomot Metokim (ang. Sweet Dreams), Achawa Me’ewer Lapina (ang. Love Around the Corner jako Tal) oraz Ha-Szir Szelanu (ang. Our Song jako Ari’el Silwer). Poza tymi rolami, które przyniosły mu sławę w jego ojczyźnie, zagrał w filmach kinowych, takich jak Dzień dobry panie Szelomi w 2003 i dramacie o ortodoksyjnej rodzinie żydowskiej Campfire z 2004.
W 2006 wygrał Izraelską Nagrodę Teatralną. W 2007 rozgłos przyniosła mu rola Liraza Libratima w nominowanym do Oscara w 2007 głośnym obrazie Josepha Cedara Twierdza Beaufort. Film ten został skrytykowany przez część opinii izraelskiej – Kohen grał rolę żołnierza-bohatera, sam jednak nie był w wojsku.

## Filmografia
- 2009: Agora jako Medorus
- 2008: Lost Islands jako Ofer
- 2007: Twierdza Beaufort (Beaufort) jako Liraz
- 2006: Meorav Yerushalmi jako Natan
- 2005: Ed Medina jako Guy
- 2004: Zachodni brzeg (Medurat Hashevet) jako Rafi
- 2004: Ha-Szir Szelanu jako Ari’el Silwer
- 2003: To Be a Star (Lihiyot Kochav) jako Dos
- 2003: Achawa Me’ewer Lapina jako Tal
- 2003: Dzień dobry panie Szelomi (Ha Kochavim Shel Shlomi) jako Szelomi Bar-Dajan
- 2002: Halomot Metokim
- 2001: Ingil
- 1997: Merhaw Jarkon jako Joni Sabag